# Міхал Міхаловський
Міхал Єжи Міхаловський (пол. Michał Jerzy Michałowski) — польський астроном, габілітований доктор фізичних наук Університету Адама Міцкевича в Познані. Він спеціалізується на вивченні міжзоряного середовища у далеких галактиках.

## Біографія
Є сином астронома Тадеуша Міхаловського, спеціаліста з фізики астероїдів. Вивчав астрономію на фізичному факультеті Університету Адама Міцкевича в Познані в 2006 році (магістерська робота — «Аналіз спектрів галактик у кластері Abell 1677»). У тому ж році він також отримав ступінь магістра в Копенгагенському університеті (робота «Спектральний розподіл енергії галактик, в яких відбулись гамма-спалахи»). У 2009 році в Центрі темної космології Копенгагенського університету він захистив дисертацію доктора філософії під назвою «Зореутворення при високих червоних зсувах і важливість затемнення пилу», підготовлену під керівництвом Єнса Хьорта та Дараха Вотсона.
Працював постдоком в Інституті астрономії Единбурзького університету в Великій Британії (2010—2012, 2013—2017). Протягом року був стипендіатом університету Гента в Бельгії. Габілітований у 2018 році на основі серії публікацій під назвою «Міжзоряна речовина та зореутворення на різних етапах еволюції Всесвіту». На факультеті фізики Університету Адама Міцкевича в Познані працює професором університету в Інституті астрономічної обсерваторії.

## Нагороди
- Молодіжна премія Польського астрономічного товариства (2015)

## Виноски
1. 1 2  dr hab. Michał Michałowski.
2. 1 2 3 4  Postępowanie awansowe - Michał Michałowski.
3. 1 2  Dr hab. Michał Jerzy Michałowski, baza «Ludzie nauki» portalu Nauka Polska
4. ↑  Pracownicy Obserwatorium.